# 行者岳
行者岳（行者ヶ岳、ぎょうじゃがたけ）は丹沢表尾根にある標高1,180 mの山。新大日と烏尾山の中間に位置する。行者岳より北西300 mにある標高1,209 mの峰からは政次郎尾根が下る。

## 登山
烏尾山から行者岳、行者岳から政次郎ノ頭を通って新大日へと表尾根縦走コースが通っている。烏尾山から行者岳まで約30分、行者岳から政次郎ノ頭まで約25分、政次郎ノ頭から新大日まで約30分である。
行者岳周辺の登山道には鎖場もある。政次郎ノ頭の周辺は細い尾根道である。なお、新大日の山頂にあった新大日茶屋は解体作業が行われた（新大日を参照）。

## 周辺の山
表尾根北西
- 新大日 (1,340 m)
- 木ノ又大日 (1,396 m)
- 塔ノ岳 (1,491 m)

表尾根南東
- 烏尾山 (1,136 m)
- 三ノ塔 (1,205 m)

## 周辺の山小屋
- 烏尾山荘（烏尾山山頂）